# Ігнацій Добжинський
Ігнацій Добжи́нський (нар. 2 лютого 1779, Варшава — пом. 21 серпня 1841, Варшава) — польський скрипаль, диригент і музичний педагог. Батько композитора Ігнація-Фелікса Добжинського.

## Біографія
Народився 2 лютого 1779 року у місті Варшаві (за іншими даними на Волині). До 1799 року працював концертмейстером німецько-польського Цісарсько-королівського привілейованого театру у Львові; впродовж 1799—1817 років — диригентом поміщицького оркестру і оперного театру в маєтку графа Юзефа Ілінського і селі Романові.
У 1817—1825 роках викладав музику в гімназії у Вінниці, з 1831 року — у Житомирі, пізніше у Варшаві. Помер у Варшаві 21 серпня 1841 року. Похований у Варшаві на Повонзківському цвинтарі.

## Творчість
Автор комічної опери «І хто ж ліпший?» (1830), кантат, музики до балетів, полонезів.